# 白俄羅斯中央拉達
白俄罗斯中央拉达（白俄罗斯拉丁字母：Biełaruskaja centralnaja rada）是二战期间存在于德占白俄罗斯的傀儡行政机构。应希望在德国的支持下建立一个白俄罗斯国家的白俄罗斯通敌派政客的要求，它由纳粹德国于 1943-44 年在东部专员辖区建立。

## 背景

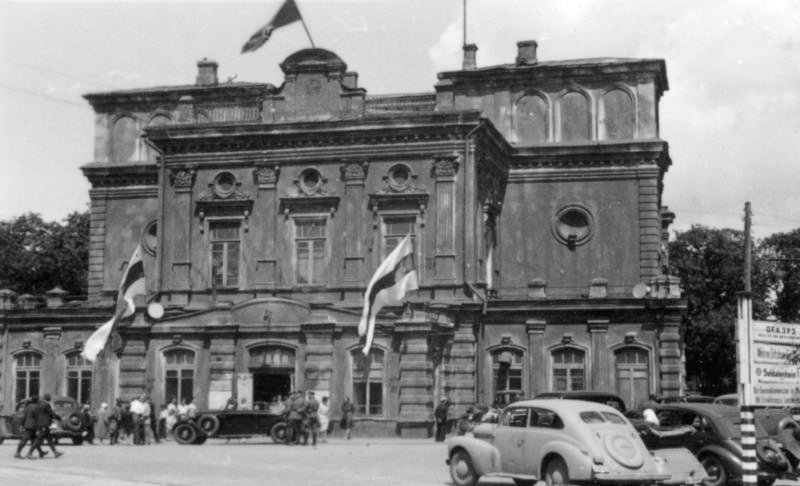
1943年6月的明斯克拉达。

1941 年德国入侵苏联后， 在党卫军官员阿图尔·内贝的指挥下，別動隊的先头部队立即开始了对犹太人的大规模迫害。在白俄罗斯合作者的参与下，犹太人遭到屠杀，数十个城镇形成了贫民窟，这些合作者担任了各种重要职务。白俄罗斯辅助警察成立并被用于谋杀行动，特别是在1942年2月至3月期间。
东方专员辖区的白鲁塞尼亚总管区很快成立，该总管区包括白俄罗斯苏维埃社会主义共和国的中西部地区以及被苏联吞并的原属波兰的维尔诺省和新格鲁代克省。 1942年，德国民事管辖范围扩大到明斯克、斯卢茨克和巴里索夫。该地区将成为纳粹生存空间计划的一部分，那些被视为非雅利安人的人将被消灭或驱逐，为德国殖民者让路，而其余当地人将被迫德国化。白俄罗斯代表要求被占领的白俄罗斯实行自治的所有尝试都被德国镇压。 

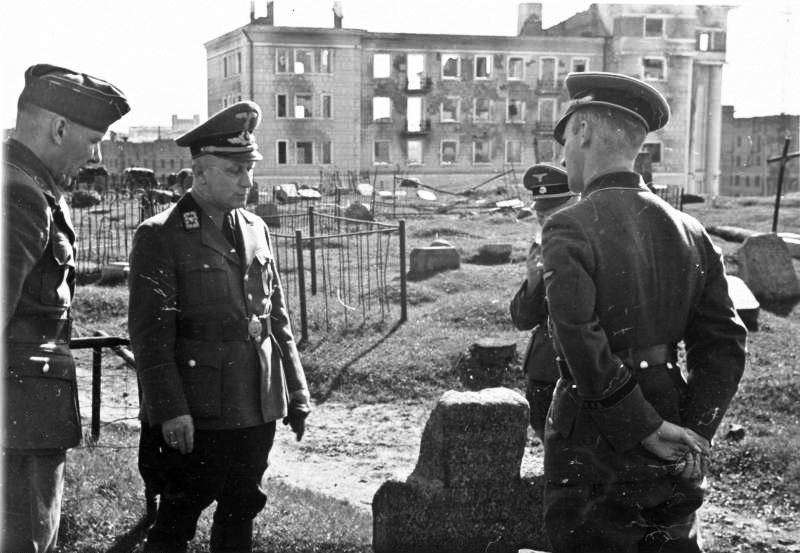
威廉·库贝 (Wilhelm Kube)于明斯克，1943 年 5 月

纳粹政治家威廉·库贝被任命为该地区的德国行政长官（ Generalkommissar ）。他在明斯克设立了指挥中心，并在巴拉诺维奇设立了第二个专员。 1943 年 9 月，库贝被他的白俄罗斯情妇杀害，情妇在知道她儿子下落的苏联特工的胁迫下，在库贝的床上安放了一枚炸弹。 
为了为东方专员辖区内的前线招募新的部队并刺激白俄罗斯民众和精英的支持， 莱因哈德·盖伦将军向德国最高统帅部建议，以以下形式向白俄罗斯合作者做出一些让步：成立一个傀儡政权。纳粹德国于1943年12月建立了一个“半自治”地方政府，并命名为白俄罗斯中央委员会，时任斯摩棱斯克市市长拉达斯劳·阿斯特洛乌斯基被任命为主席，同时取代库贝的党卫军集团领袖库尔特·冯·戈特贝格任命来自布拉格的白俄罗斯政治家伊万·叶尔马琴卡为“白俄罗斯事务顾问。

## 职能及工作
白俄罗斯中央拉达在治理方面的作用有限，关键决策由德国白鲁塞尼亚总管区做出，该委员会主要管理社会事务以及文化和教育。 理事会下设十二个部门：教育部；科学部和文化部；宣传和新闻部；社会保障部; 金融部; 青年事务部；宗教部; 控制部; 行政问题部；经济部；少数民族部；和本土防卫部。 
白俄罗斯中央拉达还负责监督早先经德国许可成立的白俄罗斯民间组织的活动，包括：白俄罗斯青年联盟；白俄罗斯科学学会；白俄罗斯文化协会；白俄罗斯自助会；以及白俄罗斯的工会。 同时拉达设法扩大白俄罗斯语在学校和公共生活中的使用，并致力于开设一所大学。 

## 宗教政策
德国人授权白俄罗斯改革东正教(独立于莫斯科牧首)，同样，苏联无神论者也利用该教会来团结俄罗斯人反对德国人。神父们对农民有相当大的影响力，并导致部分农民支持击败苏联。1939年9月17日苏联入侵波兰后曾恐吓西白俄罗斯的基督徒

## 白俄罗斯本土国防 (BKA)
1944年3月，白俄罗斯中央拉达向白俄罗斯年轻人征兵，白俄罗斯本土国防军（Bielaruskaja Krajovaja Abarona，BKA）成立，有28,000名白俄罗斯士兵准备接受训练，并得到了数千名白俄罗斯辅助警察营成员的协助。
德国人从白俄罗斯撤退后，白俄罗斯本土国防军被并入党卫军第 30 武装掷弹兵师，该师由党卫军第 29 师的残部组成，还包括白俄罗斯和乌克兰部队。德国人建立了一所军官学校，并发放了带有白俄罗斯武装党卫队突击旅称号的制服，下令将白俄罗斯军队并入安德烈·弗拉索夫领导的俄罗斯解放军，但阿斯特洛乌斯基对此表示反对，并拒绝了俄罗斯人民解放委员会的想法，因为他不想与俄罗斯人结盟。
白俄罗斯本土国防军和白俄罗斯辅助警察的其他成员被党卫军高级突击队大队长奥托·斯科尔兹尼招募，并在柏林附近的达尔维茨接受训练，他们将在敌后进行特殊的行动。这些部队是Liebes Kätzchen （大意为“亲爱的小猫”）秘密行动的一部分，行动范围从波罗的海一直延伸到黑海。白俄罗斯“黑猫”游击队由米哈斯·维图什卡领导，1945年，他们在比亚沃维耶扎森林地区开展了针对苏联军队的破坏行动，但收效甚微，后被苏联内务人民委员部渗透，并于 同年被摧毁。

## 流亡
1944年，随着红军向西推进，白俄罗斯中央拉达与撤退的德国人一起撤离到仍处于纳粹德国控制下的东普鲁士和波兰地区。
1944 年 6 月 27 日，即撤离前几天，白俄罗斯中央拉达在明斯克召开了“第二次全白俄罗斯代表大会”，会议聚集了来自白俄罗斯各地区和白俄罗斯移民组织的1039名代表，其中包括德国官员。党卫军代表在阳台上观察了整个过程。  大会确认白俄罗斯独立（即白俄罗斯人民共和国），并宣布白俄罗斯中央拉达为白俄罗斯人民的唯一合法代表机构和白俄罗斯拉达的继承者。委员会成员重申了他们对第三帝国以及阿道夫·希特勒个人的承诺。 这次会议的目的是让白俄罗斯中央委员会根据白俄罗斯社会代表而不是德国政府的决定获得合法性。 组织者担心苏联游击队和德国人的挑衅。 
撤离后，委员会领导层在流亡营地中形成了白俄罗斯自我组织的基础。 即使在撤离之后，BCR 仍继续受帝国东部占领区部的命令。 战争结束后，BCR加入了反布尔什维克国家集团。 1945年底，阿斯特洛乌斯基召开了“白俄罗斯中央拉达特别会议“，决定暂时中止（但不解散）流亡政府，以避免被指控与纳粹勾结。  
1948年3月25日，白俄罗斯中央拉达恢复流亡活动。 它是西方白俄罗斯移民社区的主要伞式组织之一，直到 1995 年 4 月最后一批成员去世而解散。

## 总统
- 拉达斯劳·阿斯特洛乌斯基 (1943 — 1945 和 1948 — 1976)
- 尼坎达尔·米阿杰卡(1977 — 1987)
- 米哈斯·祖伊(1988 — 1995)
- 维塔·夏尔皮奇(1995)

## 延伸阅读
- German occupation of Belarus during World War II
- Belarusian collaboration with Nazi Germany
- Belarus in World War II
- Lokot Republic – native Russian state under indirect German control